# Ureilit

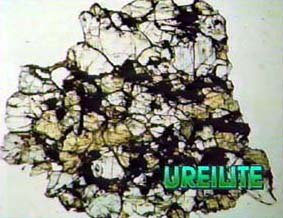
Az ALHA 77257 számú antarktiszi ureilit vékonycsiszolati képe a NIPR Antarktiszi Meteoritgyűjteményéből.

Az Ureilit egy viszonylag ritka kőmeteorit. Az akondritok csoportjába tartozik. Nevét a mordvinföldi köztársaság Novo Urei nevű községéről kapta, ahol az első ilyen típusú meteorit lehullott 1886. szeptember 4-én.

## Jellemző szerkezeti vonásai, összetétele
Az ureilitek összetételében két fontos ásvány játssza a fő szerepet: az olivin és a pigeonit nevű piroxénásvány. Járulékos és kísérő ásványai a fémes vasnikkel, amely a nagyméretű olivinek és piroxének közötti határfelületeken alkotnak vékony réteget, valamint a szénnek számos ásványos módosulata, a grafit és a gyémánt is.
Az ureilitek ásványos és a kémiai összetétele is arra utal, hogy a kondritos eredetű ősibb meteorit típusból alakult át az alacsonyabb olvadáspontú vas és szulfid illetve a bazaltos komponens parciális kiolvadásával. Az ureiliteket ezért a primitív akondritok közé sorolják.
Nagy széntartalma (amely akár 2 súly % is lehet), arra utal, hogy szenes kondritos égitestnek lehet egy maradékanyagú változata.

## Szövetszerkezeti altípusok
A ureilitek, szövetük alapján két nagy csoportba sorolhatók: a monomikt és a polimikt alcsoportba. A monomikt ureilitekben durva szemcsés olivin mellett egy kevés piroxén található. A polimikt ureilitek különféle összetételű töredékek breccsás keverékei.

## Az ureilitek eredete
Az ureilitek eredete ma még nem tisztázott. Vannak színképi jelöltek a kisbolygók között, melyek szenes kondritokra és az ureilitekre is jellemző színképük alapján forráségitesteknek tekinthetők. Ezek a C-típusú kisbolygók (ezek közül az F típusú kisbolygók). Azonban a pontos forráségitest még ismeretlen. Mintegy 100 ureilitet ismer a meteoritika.

## Nevezetes ureilitek
A névadó Novo Urei mellett több nevezetes ureilit ismert: ilyenek a Kenna, a Goalpara, és a múlt év őszén a Nubiai Sivatagban hullott Almahata Sitta.

## Lásd még
- Meteoritok osztályozása
- Akondritok